# The Blasphemer
The Blasphemer er en amerikansk stumfilm fra 1921 af O.E. Goebel.

## Medvirkende
- George Howard - John Harden
- Augusta Anderson - Mrs. Anderson
- Irving Cummings